# Poul Steenstrup
Poul Steenstrup (født 10. december 1772 på Kjeldkær, død 9. oktober 1864 i Kongsberg) var en norsk bjergværksdirektør. Han var bror til Hans Resen Steenstrup.
Steenstrup kom i 1796 som bjergstuderende til Kongsberg. Da sølvværket blev nedlagt i 1805, fik han af regeringen til opgave at sørge for beskæftigelse til de nu ledige minearbejdere, og han anlagde en våbenfabrik, et jernværk og en uld- og linnedmanufakturfabrik samt for egen regning en stålfabrik.
Han deltog i ledelsen af disse virksomheder indtil 1824, hvor han trådte tilbage med ventepenge. I vinteren 1826 eksperimenterede han med et lokomotiv på fjordisen ved Kristiania, og i England fik han patent på et dampskibshjul. I 1831 blev han bjergmester, og i 1833-39 var han direktør for sølvværket.
Stenstrup mødte frem som repræsentant for Kongsberg ved rigsforsamlingen på Eidsvoll, hvor han sluttede sig til Selvstændighedspartiet, og han var valgt til Stortinget i 1814 og 1824.
En buste af ham, modelleret af billedhugger Karl Skalstad, blev afsløret 17. maj 1914 i Kongsberg. Også på våbenfabrikken fik han en buste samme år, ved Harald Samuelsen.